# Андоньев, Николай Фёдорович
Николай Федорович Андоньев (15 июля 1902, Кетрисановка, Херсонская губерния — 3 ноября 1967, Горячий Ключ) — советский военачальник, генерал-майор (20.04.1945).

## Биография
Родился 15 июля 1902 года в селе Кетрисановка. Русский.

## Военная служба

### Довоенный период
В Красной армии с сентября 1922 года.
7 сентября 1922 года поступил курсантом в Русскую кавалерийскую школу им. С. М. Буденного в город Елисаветград, по окончании которой в августе 1925 года был направлен командиром взвода в отдельный кавалерийский эскадрон 4-й стрелковой дивизии ЗапВО в городе Бобруйск.
В 1930 году принят в члены ВКП(б).
С ноября 1930 года командовал взводом в школе младших командиров при 5-м стрелковом корпусе, с декабря 1931 года — взводом в 39-м Терском кавалерийском полку 7-й кавалерийской дивизии в Минске.
С 8 июня по 21 сентября 1932 года проходил подготовку на химических КУКС в Москве. После возвращения в дивизию назначен начальником химической службы 40-го кавалерийского полка.
В июле 1934 года переведён на ту же должность в 34-й Ростовский кавалерийский полк 6-й Чонгарской кавалерийской дивизии в город Рогачев.
В сентябре 1937 года откомандирован на учёбу в Военную академию РККА им. М. В. Фрунзе.
13 января 1939 года окончил академию и был назначен начальником 1-й (оперативной) части штаба 14-й кавалерийской дивизии КОВО. Участвовал с ней в походе Красной армии в Западную Украину.
В декабре 1940 года переведён преподавателем тактики конницы в Военную академию РККА им. М. В. Фрунзе.
12 марта 1941 года майор Андоньев назначен начальником оперативного отделения штаба 54-й стрелковой дивизии ЛВО.

### Участие в Великой Отечественной войне
С началом Великой Отечественной войны дивизия в составе 7-й армии Северного фронта с первых дней вела оборонительные бои, прикрывая участок Кировской железной дороги на направлениях Ухта — Кемь, Реболы — станция Кочкома. При превосходстве противника в живой силе и технике она несла тяжёлые потери и вынуждена была с боями отступать на заранее подготовленные рубежи. С августа Андоньев вступил в должность начальника штаба этой дивизии. В конце месяца она отошла на рубеж севернее и западнее города Ухта, где перешла к обороне. Измотав противника в оборонительных боях, её части удержали важный районный центр Карелии — г. Ухта. В дальнейшем дивизия в составе Кемской оперативной группы Карельского фронта успешно оборонялась на ухтинском и кестеньгском направлениях.
В марте 1942 года полковник Андоньев был переведён начальником штаба 23-й гвардейской стрелковой дивизии. Её части в составе 26-й армии участвовали в наступательных боях на кестеньгском направлении (март — апрель), в ходе которых противник был отброшен на 34 км западнее ст. Лоухи. В середине октября дивизия была передислоцирована на Северо-Западный фронт в 1-ю ударную армию и участвовала в боях по разгрому окружённых войск 16-й немецкой армии в районе Демянска.
14 января 1943 года Андоньев был допущен к командованию 397-й стрелковой дивизией. Принял дивизию, когда два её полка находились в окружении. В короткий срок привёл её в порядок и с конца февраля участвовал с ней в Демянской наступательной операции.
В конце марта — начале апреля 1943 года дивизия была выведена в резерв Ставки ВГК и переброшена в Степной ВО. Затем она вошла в 63-ю армию Брянского фронта и участвовала в Курской битве, Орловской и Брянской наступательных операциях. В начале октября её части переправились через реку Сож и вступили на территорию Белоруссии.
С середины ноября 1943 года дивизия в составе Белорусского фронта принимала участие в Гомельско-Речицкой наступательной операции. С подходом к городу Рогачев в начале декабря она была переброшена в 13-ю армию 1-го Украинского фронта и участвовала в Житомирско-Бердичевской наступательной операции, в освобождении городов Коростень, Домбровица и Сарны. Приказом ВГК от 14 января 1944 года ей было присвоено наименование «Сарненская».
С 27 января 1944 года её части принимали участие в Ровно-Луцкой наступательной операции, затем находились в обороне, прикрывая правый фланг 1-го Украинского фронта. С 13 марта дивизия вошла в 61-ю армию и в её составе воевала до конца войны. Участвовала в Полесской, Белорусской, Люблин-Брестской, Прибалтийской, Рижской, Висло-Одерской, Варшавско-Познанской, Восточно-Померанской и Берлинской наступательных операциях. Её части отличились при овладении городами Столин, Давид-Городок, Пинск, Смилтене, Варшава, Сохачев, Шнайдемюль (Рила). За отличия в боях по освобождению города Пинск она была награждена орденом Красного Знамени (23.7.1944).
20 апреля 1945 года командиром 89-го стрелкового корпуса генерал-майором Сиязовым, Андоньев был представлен к званию Героя Советского Союза, данное представление поддержал командующий 61-й армии генерал-полковник Белов,, но награждён Андоньев был орденом Ленина.
За время войны комдив Андоньев был пять раз персонально упомянут в благодарственных в приказах Верховного Главнокомандующего.

### Послевоенная карьера
В июле 1945 года 397-я стрелковая Сарненская Краснознаменная дивизия была расформирована, а генерал-майор Андоньев назначен командиром 12-й гвардейской стрелковой Пинской Краснознаменной ордена Суворова дивизии 48-й армии ГСОВГ. В феврале 1946 года дивизия была переведена в МВО и переформирована в 15-ю отдельную гвардейскую стрелковую Пинскую Краснознаменную ордена Суворова бригаду.
В ноябре 1946 года Андоньев направлен в Восточно-Сибирский военный округ, где командовал 16-й отдельной гвардейской стрелковой Александрийско-Хинганской ордена Суворова бригадой в городе Иркутск.
24 апреля 1950 года уволен в запас.
Скончался 3 ноября 1967 года. Похоронен на Славянском кладбище в Краснодаре.

## Награды
СССР
- два ордена Ленина (29.05.1945[7], 06.11.1947[8][9])
- два ордена Красного Знамени (27.07.1943[10], 03.11.1944[8][9])
- орден Суворова II степени (21.09.1943)[11]
- орден Кутузова II степени (23.08.1944)[12]
- орден Богдана Хмельницкого 2-й степени (06.04.1945)[13]
  - Медали, в том числе:
  - «За оборону Советского Заполярья» (1945)[8]
  - «За победу над Германией в Великой Отечественной войне 1941—1945 гг.» (1945)[8]
  - «За взятие Берлина» (1945)[8]
  - «За освобождение Варшавы» (1945)[8]

Приказы (благодарности) Верховного Главнокомандующего в которых отмечен Н. Ф. Андоньев.
- За форсирование реки Ясельда и Припять, при поддержке Днепровской речной военной флотилии штурмом и овладение областным центром Советской Белоруссии городом Пинск — важным опорным пунктом обороны немцев на брестском направлении. 14 июля 1944 года № 137
- За овладение столицей Советской Латвии городом Рига — важной военно-морской базой и мощным узлом обороны немцев в Прибалтике. 13 октября 1944 года № 196
- За пересечение границы Германии западнее и северо-западнее Познани, вторжение в пределы немецкой Померании и овладение городами Шенланке, Лукатц-Крейц, Вольденберг и Дризен — важными узлами коммуникаций и мощными опорными пунктами обороны немцев. 29 января 1945 года. № 265
- За овладение городами Штаргард, Наугард, Польцин — важными узлами коммуникаций и мощными опорными пунктами обороны немцев на штеттинском направлении. 5 марта 1945 года. № 290
- За овладение городом Альтдамм и ликвидировали сильно укреплённый плацдарм немцев на правом берегу реки Одер восточнее Штеттина. 20 марта 1945 года. № 304

Других стран
- Орден «Легион почёта» (1945, США).
- Крест Храбрых (27.04.1946, ПНР)
- медаль «За Одру, Нису и Балтику» (27.04.1946, ПНР)
- медаль «За Варшаву 1939—1945» (27.04.1946, ПНР)